# Рябики (Калужская область)
Рябики — деревня в Износковском районе Калужской области России. Входит в сельское поселение «Деревня Михали»

## География
Находится на реке Большая Шаня.
Рядом — Межетчина.

## Население
| 2002 | 2010 |
| ---- | ---- |
| 0    | ↗1   |

## История
В 1782-м году пустошь Гвоздево Степа Саввича Рогачёва, Ивана Дмитриевича Дмитриева.
В XIX веке деревня Ребики.
В начале XX века — деревня Рябики Межетчинской волости.